# Överkommendant

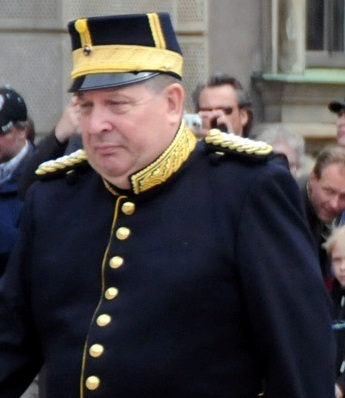
Överkommendant Anders Lindström vid ett amerikanskt örlogsbesök 2010.

Överkommendanten i Stockholm är en militär befattning i Sverige med ansvar för den statsceremoniella verksamheten.

## Historik
Överkommendanturen inrättades 1818 och innefattade fram till 1926 också chefskapet över Stockholms garnison. Överkommendanten utses av överbefälhavaren och måste vara lägst generalmajor.
Vid örlogsbesök tar överkommendanten emot gästande sjöstyrkechef i Högvaktsflygeln på Stockholms slott. Överkommendanten bär en stav (m/1793) av stål med graverade tre kronor samt med knopp och doppsko av guld.
Före november 1905 var överkommendanten en särskild generalsperson, därefter övertogs befattningen av chefen för IV. arméfördelningen (1905–1927), Östra arméfördelningen (1928–1936), IV. arméfördelningen (1937–1942), därefter av militärbefälhavaren i Östra militärområdet (1942–1991), därefter av chefen för Mellersta militärområdet 1991–2000, och slutligen av chefen för Mellersta militärdistriktet 2000–2005. 
Efter 2005 när militärdistrikten avvecklades har en av Försvarsmaktens trestjärniga generaler eller amiraler innehaft befattningen som överkommendant. Sedan den 30 november 2018 utser överbefälhavaren överkommendanten i Stockholm.
Fram till 1974 ingick överkommendanten även i Konungens stora vakt. 

## Lista över överkommendanter
Detta är en icke–komplett lista över Stockholms överkommendanter.

- 1812–1812: Generallöjtnant Georg Henrik Jägerhorn
- 1812–1816: ???
- 1816–1818: Överste Hampus Vilhelm Mörner af Morlanda
- 1818–1838: Generalmajor Carl Lovisin
- 1838–1851: Generallöjtnant Carl Fredrik Lorichs
- 1852–1857: Generallöjtnant Johan Lefrén
- 1857–1866: Generalmajor Samuel Vilhelm  Nauckhoff[6]
- 1866–1871: Generalmajor Ulrik Fabian Sandels
- 1871–1882: Generallöjtnant Samuel August Sandels
- 1882–1905: General Sven Lagerberg
- 1905–1905: Generallöjtnant Hemming Gadd[6]
- 1905–1910: Generallöjtnant Casten Warberg[6]

Chefer för IV. arméfördelningen

- 1910–1916: Generalmajor Hugo Jungstedt
- 1917–1918: Generalmajor Johan Gustaf Fabian Wrangel[6]
- 1918–1927: Generallöjtnant Karl Toll

Chefer för Östra arméfördelningen

- 1928–1929: Generalmajor Ludvig Hammarskiöld
- 1929–1930: Generalmajor Bo Boustedt
- 1930–1936: Generallöjtnant Gösta Lilliehöök

Chefer för IV. arméfördelningen
- 1937–1942: Generalmajor Erik Testrup

Militärbefälhavare i Östra militärområdet

- 1942–1943: Generalmajor Erik Testrup[6]
- 1943–1944: Generalmajor Helge Jung[6]
- 1944–1945: Generalmajor Arvid Moberg[6]
- 1945–1957: Generalmajor Gustaf Dyrssen[6]
- 1957–1961: Generalmajor Bert Carpelan
- 1961–1967: Generallöjtnant Gustav Åkerman
- 1967–1969: Generallöjtnant Carl Eric Almgren
- 1969–1974: Generallöjtnant Ove Ljung
- 1974–1976: Generallöjtnant Nils Sköld
- 1976–1982: Generallöjtnant Gunnar Eklund
- 1982–1988: Generallöjtnant Bengt Lehander
- 1988–1991: Viceamiral Bror Stefenson

Militärbefälhavare i Mellersta militärområdet

- 1991–1994: Generallöjtnant Torsten Engberg
- 1994–1998: Viceamiral Dick Börjesson
- 1998–2000: Generallöjtnant Percurt Green

Chefer för Mellersta militärdistriktet

- 2000–2001: Generalmajor Kjell Koserius
- 2001–2003: Generalmajor Curt Westberg
- 2003–2005: Generalmajor Bo Waldemarsson

Insatschefer vid Högkvarteret
- 2006–2007: Generallöjtnant Jan Jonsson
- 2008–2011: Generallöjtnant Anders Lindström

Chefer för Högkvarteret

- 2012–2014: Generallöjtnant Jan Salestrand
- 2014–2018: Generallöjtnant Dennis Gyllensporre
- 2018–2019: Viceamiral Jonas Haggren

Överkommendanter utsedda av överbefälhavaren sedan 2018
- 2019–2020: Viceamiral Jan Thörnqvist
- 2020–2024: Generallöjtnant Michael Claesson[7]
- 2024-idag: Generallöjtnant Carl-Johan Edström[8]